# موسى بن عبد الله بن خازم
موسى بن عبد الله بن خازم السلمي، أمير من شجعان العرب وفتاكهم ومن أهل الدهاء والحرب، كان والده عبد الله بن خازم اميرا على خراسان لعبد الله بن الزبير، وقتل والده لاحقا على يد الامويين بعد مقتل عبد الله بن الزبير، ثم تحصن موسى بعد مقتل أبيه في مدينة ترمذ لسنوات طويلة يقاتل فيها الامويين من جهة والاتراك من جهة أخرى، ومعه عدد من انصاره العرب الموالين له ولأبيه.

## نسبه
هو موسى بن عبد الله بن خازم بن أسماء بن الصلت بن حبيب بن حارثة بن هلال بن سماك بن عوف بن امرئ القيس بن نهية بن سليم بن منصور بن عكرمة بن خصفه بن قيس عيلان بن مضر بن نزار بن معد بن عدنان.

## ترمذوالحصار الطويل
كان سبب ذهاب موسى إلى ترمذ أن أباه عبد الله بن خازم لما قتل عدد من بني تميم، اعطى عبد الملك بن مروان ولاية خراسان لرجل من بني تميم اعداء ابن خازم لكي يقاتله وينتزع منه خراسان لصالح الامويين، ثم تفرق أنصار ابن خازم عنه فخرج إلى نيسابور وخاف على ثقله من بني تميم بمرو فقال لابنه موسى: خذ ثقلي واقطع نهر بلخ حتى تلتجئ إلى بعض الملوك أو إلى حصن تقيم فيه
فرحل موسى عن مرو ومعه مائتي وعشرين فارس واجتمع إليه أربع مائة فارس وانضم إليه من قومه من بني سليم فأتى إلى مدينة زم فقاتله أهلها فظفر بهم فأصاب منهم مالًا وقطع النهر وأتى بخارى فسأل صاحبها أن يلجأ إليه فأبى، فخاف منه ملك بخارى وقال: رجل فاتك وأصحابه مثله فلا آمنهم.
ووصله ملك بخارى بمال، وسار فلم يأت ملكًا يلجأ إليه إلا كره مقامه عنده فأتى سمرقند عاصمة بلاد الصغد كما يسميها العرب، فأقام بها وأكرمه ملكها طرخون وأذن له في المقام وأقام.
وكان لأهل الصغد مائدة يوضع عليها لحم وخل وخبز وإبريق شراب وذلك كل عام يوما يجعلون ذلك لفارس الصغد فلا يقربه غيره فإن أكل منه أحد بارزه فأيهما قتل صاحبه فالمائدة له.
فقال رجل من العرب من أصحاب موسى: ما هذه المائدة؟، فأخبروه عنها، فجلس فأكل ما عليها، ثم قالوا للتركي صاحب المائدة فجاء غاضبا وقال: يا عربي بارزني! فبارزه فقتله العربي صاحب موسى فقال ملك الصغد: أنزلتكم وأكرمتكم فقتلتم فارسي، لولا أني آمنتك وأصحابك لقتلتكم اخرجوا عن بلدي فخرجوا.
فأتى مدينة كش فضعف صاحبها عنه فاستنصر الملك طرخون فأتاه فخرج موسى إليه وقد اجتمع معه سبع مائة فارس فقاتلهم حتى أمسوا وتحاجزوا وبأصحاب موسى جراح كثيرة فقال لزرعة بن علقمة: احتل لنا على طرخون.
فأتاه فقال: أيها الملك ما حاجتك إلى أن تقتل موسى وتقتل أنت معه فإنك لا تصل إليه حتى يقتلوا منكم مثل عددهم ولو قتلته وإياهم جميعًا ما نلت حظًا لأن له قدرًا في العرب فلا يأتي أحد خراسان إلا طالبك بدمه.
فقال طرخون: ليس لي إلى ترك كش في يده سبيل.
قال: فكف عنه حتى يرتحل، فكف طرخون.
وسار موسى فأتى ترمذ وبها حصن يشرف على جانب النهر فنزل موسى خارج الحصن وسأل ملك ترمذ أن يدخل حصنه فأبى فأهدى له موسى ولاطفه حتى حصل بينهما مودة وخرج فتصيد معه.
فصنع صاحب ترمذ طعامًا وأحضر موسى ليأكل معه ولايحضر إلا في مائة من أصحابه فاختار موسى مائة من أصحابه الشجعان فدخلوا الحصن وأكلوا فلما فرغوا قال له: اخرج، فقال موسى: لا أخرج حتى يكون الحصن بيتي أو قبري.
وقاتلهم فقتل منهم عدةً وهرب الباقون واستولى موسى على ترمذ وأخرج ملك ترمذ منها ولم يتعرض له ولا لأصحابه، 
```
فذهبوا للأتراك يستنصرونهم على موسى فلم ينصروهم وقالوا: لا نقاتل هؤلاء.
```

وأقام موسى بترمذ فأتاه جمع من أصحاب أبيه فقوي بهم فكان يخرج فيغير على ما حوله.
ثم تولي الوالي الأموي بكير بن وشاح على خراسان فلم يعرض له ثم تولى بعده خراسان الوالي أمية بن عبد الله بن خالد فسار بنفسه يريد قتال موسى، فحدثت قلاقل في خراسان وعاد لاخمادها.
ثم إن أمية وجه إلى موسى رجلًا من خزاعة في جيش كثير وعاد أهل ترمذ إلى الترك فاستنصروهم وأعلموهم أنه قد غزى موسى قوم من العرب وحصروه.
فسارت الترك في جمع كثير إلى الخزاعي فأطاف بموسى الترك والخزاعي فكان موسى يقاتل الخزاعي أول النهار والترك آخر النهار فقاتلهم شهرين أو ثلاثة.
ثم إنه أراد أن يبيت الخزاعي وعسكره فقال له عمرو بن خالد بن حصين الكلابي العامري: ليكن البيات بالعجم فإن العرب اشد حذرًا وأجرأ على الليل فإذا فرغنا من العجم تفرغنا للعرب.
فأقام حتى ذهب ثلث الليل وخرج موسى في أربع مائة وقال لعمرو بن خالد: اخرج بعدنا فكن أنت ومن معك قريبًا فإذا سمعتم تكبيرنا فكبروا.
ثم سار حتى ارتفع فوق عسكر الاتراك ورجع إليهم وجعل أصحابه أرباعًا (أربعة أقسام) وأقبل إليهم فلما رآهم أصحاب الأرصاد قالوا: من أنتم قالوا: عابرو سبيل.
فلما جاوزوا الرصد حملوا على الترك وكبروا فلم يشعر الترك إلا بوقع السيوف فيهم فساروا يقتل بعضهم بعضًا وولوا فأصيب من المسلمين ستة عشر رجلًا وحموا عسكرهم وأصابوا سلاحًا كثيرًا ومالًا وأصبح الخزاعي وأصحابه وقد كسرهم ذلك فخافوا مثلها فقال عمرو بن خالد الكلابي لموسى: إننا لا نظفر إلا بمكيدة ولهم أمداد وهم كثيرون فدعني اذهب اليه لعلي أصيب فرصة منه، فاضربني وخلاك ذم، فقال له موسى: تتعجل الضرب وتتعرض للقتل.
فقال الكلابي: أما التعرض للقتل فأنا كل يوم متعرض له وأما الضرب فما أيسره في جنب ما أريد.
فضربه موسى خمسين سوطًا فخرج من عسكر موسى وأتى عسكر الخزاعي مستأمنًا وقال: أنا رجل من أهل اليمن (يقصد انه قحطاني، لأن موسى قيسي عدناني والخزاعي قحطاني) كنت مع عبد الله بن خازم فلما قتل أتيت ابنه فكنت معه وإنه اتهمني وقال: قد تعصبت لعدونا وأنت عين له فضربني ولم آمن القتل فهربت منه.
فأمنه الخزاعي وأقام معه فدخل يومًا وهو خالٍ ولم ير عنده سلاحًا فقال كأنه ينصح له: أصلح الله الأمير إن مثلك في مثل هذه الحال لا ينبغي أن يكون بغير سلاح. فقال الخزاعي: إن معي سلاحًا.
فرفع طرف فراشه فإذا سيف منتضى فأخذه عمرو فضربه حتى قتله وخرج فركب فرسه وأتى موسى وتفرق ذلك الجيش وأتى بعضهم موسى مستأمنًا فآمنه ولم يوجه إليه أمية والي خراسان بعده أحدا.
ثم بعد عزل أمية عن خراسان وقدوم القائد الشهير المهلب بن أبي صفرة واليا عليها، لم يتعرض لموسى وقال لبنيه: إياكم وموسى فأنكم لا تزالون ولاة خراسان ما دام هذا الثبط بمكانه فإن قتل فأول طالع عليكم أمير على خراسان من قيس.
(وكان المهلب داهية، لان موسى من قيس والمهلب من الازد من القحطانية، فلن يولي الامويين رجلا من قيس عيلان على خراسان وموسى معتصما في ترمذ، ثم يحابيه الوالي القيسي أو يتعاطف معه).
فلما مات المهلب تولى بعده ابنه يزيد بن المهلب لم يتعرض أيضًا لموسى.
وكان المهلب قد ضرب حريث بن قطبة الخزاعي فخرج هو وأخوه ثابت إلى موسى فلما ولي يزيد بن المهلب أخذ أموالهما وحرمهما وقتل أخاهما لأمهما الحارث بن منقذ.
فخرج ثابت إلى طرخون فشكا إليه ما صنع به وكان ثابت محبوبًا إلى الاتراك بعيد الصوت فيهم فغضب له طرخون وجمع له نيزك والسبل وأهل بخارى والصغاينان فقدموا مع ثابت إلى موسى وقد اجتمع إلى موسى الهاربين من فلول عبد الرحمن بن العباس من هراة وفلول عبد الرحمن بن الأشعث من العراق ومن ناحية كابل وهؤلاء كانوا انصار ابن الاشعث هزموا معه امام الحجاج بن يوسف في ثورتهم المشهورة، فاجتمع مع موسى ثمانية آلاف فقال له ثابت وحريث: سر حتى تقطع النهر وتخرج يزيد عن خراسان ونوليك.
فهم أن يفعل فقال له أصحابه: إن أخرجت يزيد بن المهلب عن خراسان قدم عامل لعبد الملك ولكنا نخرج عمال يزيد عما وراء النهر ويكون لنا فأخرجوا عمال يزيد عما وراء النهر وجبوا الأموال فقوي أمرهم وانصرف طرخون ومن معه واستبد ثابت وحريث بتدبير الأمر والأمير موسى ليس له غير الأسم.
فقيل لموسى: ليس لك من الأمور شيء والأمور إلى ثابت وحريث فاقتلهما وتول الأمر فأبى فألحوا عليه حتى أفسدوا قلبه عليهما وهم بقتلهما. حتى خرج عليهم الهياطلة والتبت والترك في سبعين ألفًا لا يعدون الحاسر ولا صاحب البيضة الجماء ولا يعدون إلا صاحب بيضة ذات قونس.
فخرج ابن خازم وقاتلهم فيمن معه ووقف ملك الترك على تل في عشرة آلاف في أكمل عدة والقتال أشد ما كان فقال موسى: إن أزلتم هؤلاء فليس الباقون بشيء.
فقصد لهم حريث بن قطبة فقاتلهم وألح عليهم حتى أزالهم على التل ورمي حريث بنشابة في جبهته فتحاجزوا فبيتهم موسى وحمل أخوه خازم بن عبد الله بن خازم حتى وصل إلى سمعة ملكهم فوجأ رجلًا منهم بقبيعة سيفه فطعن فرسه فاحتمله الفرس فألقاه في نهر بلخ فغرق وقتل من الترك خلق كثير ونجا من نجا منهم بشر ومات حريث بعد يومين. ورجع موسى وحمل معه الرؤوس فبنى منها جوسقين.
وقال أصحاب موسى: قد كفينا أمر حريث فاكفنا أمر ثابت.
فأبى وبلغ ثابت بعض ما يخوضون فيه فدس محمد بن عبد الله الخزاعي على موسى وقال: إياك أن تتكلم بالعربية وإن سألوك فقل أنا من سبي الباميان، ففعل ذلك واتصل بموسى وكان يخدمه وينقل إلى ثابت خبرهم فحذر ثابت وألح القوم على موسى.
فقال لهم ليلة: لقد أكثرتم علي وفيما تريدون هلاككم فعلى أي وجه تقتلونه ولا أغدر به قال له أخوه نوح: إذا أتاك غدًا عدلنا به إلى بعض الدور فضربنا عنقه فيها قبل أن يصل إليك فقال: والله إنه هلاككم وأنتم أعلم.
فخرج الغلام فأتى ثابت فأخبره فخرج من ليلته في عشرين فارسًا ومضى. وأصبحوا فلم يروه ولم يروا الغلام فعلموا أنه كان عينًا له.
ونزل ثابت بحوشرا واجتمع إليه خلق كثير من العرب والعجم فأقبل موسى إليه وقاتله وتحصن ثابت بالمدينة وأتاه طرخون معينًا له فرجع موسى إلى ترمذ وأقبل ثابت وطرخون ومعهما أهل بخارى ونسف وكش فاجتمعوا في ثمانين ألفًا فحصروا موسى حتى جهد هو وأصحابه فلما اشتد عليهم قال يزيد بن هذيل: والله لأقتلن ثابت أو لأموتن.
فخرج إلى ثابت فاستأمنه فقال لثابت رجل اسمه ظهير: أنا أعرف بهذا منك ما أتاك إلا ليغدر بك فاحذره فأخذ ابني يزيد بن هذيل وهم قدامة والضحاك رهائن فكانا في يد ظهير.
وأقام يزيد يلتمس غرة ثابت فلم يقدر على ما يريد حتى مات ابن لزياد القصير الخزاعي فخرج ثابت إليه ليعزيه وهو بغير سلاح وقد غابت الشمس فدنا يزيد من ثابت فضربه على رأسه فوصل إلى الدماغ وهرب فسلم وأخذ طرخون قدامة والضحاك ابني يزيد فقتلهما وعاش ثابت سبعة أيام ومات وقام بأمر العجم بعد موت ثابت طرخون وقام ظهير بأمر أصحاب ثابت فقاما قيامًا ضعيفًا وضعف أمرهم وأجمع موسى على بياتهم فأخبر طرخون بذلك فضحك وقال: موسى يعجز أن يدخل متوضأه فكيف يبيتنا لا يحرس الليلة أحد.
فخرج موسى في ثمانمائة وجعلها أرباعًا وبينهم وكان لا يمر بشيء إلا ضربوه من رجل ودابة وغير ذلك فلبس نيزك سلاحه ووقف وكان نيزك من كبار الاتراك، وأرسل طرخون إلى موسى أن كف أصحابك فإنا نرحل إذا أصبحنا.
فرجع موسى وارتحل طرخون والعجم جميعًا.
فلما عزل يزيد بن المهلب عن خراسان وتولي اخوه المفضل مكانه أراد أن يحظى عند الحجاج بن يوسف الثقفي بقتال موسى بن عبد الله فأرسل القائد عثمان بن مسعود إليه في جيش وكتب إلى أخيه مدرك بن المهلب وهو ببلخ يأمره بالمسير معه فعبر النهر في خمسة عشر ألفًا فكتب إلى السبل وإلى طرخون فقدموا عليه فحصروا موسى وضيقوا عليه وعلى أصحابه.
فمكث شهرين في ضيق وقد خندق عثمان عليه وتحذر من البيات من موسى، فقال موسى لأصحابه: اخرجوا بنا حتى متى نصبر! فاجعلوا يومكم معهم إما ظفرتم وإما قتلتم واقصدوا الترك.
فخرجوا وخلف النضر بن سليمان بن عبد الله بن خازم في المدينة وقال له: إن قتلت فلا تدفع المدينة إلى عثمان وادفعها إلى مدرك بن المهلب، وخرج وجعل ثلث أصحابه بإزاء عثمان وقال: لا تقاتلوه إلا أن يقاتلكم.
وقصد لطرخون وأصحابه فصدقوهم القتال فانهزم طرخون وأخذوا عسكرهم وزحفت الترك والصغد فحالوا بين موسى والحصن فقاتلهم فعقروا فرسه فسقط فقال لمولى له: احملني فقال: الموت كريه ولكن ارتدف فإن نجونا نجونا جميعًا وإن هلكنا هلكنا جميعًا، ثم أرتدف موسى مع مولاه فلما نظر إليه عثمان بن مسعود حين وثب قال: وثبة موسى ورب الكعبة! وقصد إلى موسى وعقرت دابة موسى فسقط هو ومولاه فقتلوه ونادى منادي عثمان: من لقيتموه فخذوه أسيرًا ولا تقتلوا أحدًا.
فقتل ذلك اليوم من الأسرى خلقًا كثيرًا من العرب خاصة فكان يقتل العرب ويضرب المولى ويطلقه وكان فظًا غليظًا.
وكان الذي أجهز وقتل موسى هو واصل بن طيلسة العنبري.
وبقيت المدينة بيد النضر بن سليمان فلم يدفعها إلى عثمان وسلمها إلى مدرك بن المهلب وآمنه فسلمها مدرك إلى عثمان، وكتب المفضل إلى الحجاج بقتل موسى.
فقال الحجاج: العجب منه! أكتب إليه أن قتل ابن سبرة فيكتب إلي أنه لمآبه ويكتب إلي أنه قد قتل موسى بن عبد الله بن خازم.
ولم يسر الحجاج قتل موسى لأنه من قيس والحجاج من قيس كذالك.
وقتل موسى سنة خمس وثمانين للهجرة وضرب رجل من الجند ساق موسى، وقيل لما تولي قتيبة بن مسلم الباهلي خراسان قال للرجل: ما دعاك إلى ما صنعت بفتى العرب بعد موته قال الرجل: كان قتل أخي، فأمر به قتيبة فقتلة.

## مقتلة
قتل موسى بن عبد الله بن خازم السلمي سنة 85 هـ الموافق 704م.
وكان أهل خراسان يقولون: ما رأينا مثل موسى ولا سمعنا به قاتل مع أبيه سنتين ثم خرج يسير في بلاد خراسان فأتى ملكًا فغلب على مدينته وأخرجه منها وسار الجنود من العرب والترك إليه وكان يقاتل العرب أول النهار والترك آخر النهار.